# Islanda ai Giochi della XXI Olimpiade
L'Islanda partecipò ai Giochi della XXI Olimpiade che si sono svolti a Montréal dal 17 luglio al 1º agosto 1976, con una delegazione di 13 atleti impegnati in 4 discipline per un totale di 22 competizioni. Il portabandiera alla cerimonia di apertura fu il  giavellottista ventunenne Óskar Jakobsson, alla sua prima Olimpiade.
Fu l'undicesima partecipazione di questo paese ai Giochi. Non fu conquistata nessuna medaglia.